# Salford Priors
Salford Priors – wieś w Anglii, w hrabstwie Warwickshire, w dystrykcie Stratford-on-Avon. Leży 25 km na południowy zachód od miasta Warwick i 141 km na północny zachód od Londynu.